# علیرضا نظیف‌کار
علیرضا نظیف‌کار بازیکن فوتبال در پست دفاع وسط بود.
وی فوتبال خود را از تیم‌های پایهٔ امیدسعدی، فجر گیلان، کوثر تهران و پگاه گیلان آغاز کرد سپس فوتبال حرفه‌ای را در تیم‌های داماش گیلان ، نساجی مازندران ، مس کرمان و سپیدرود رشت ادامه داد. علی رضا نظیف‌کار در سال ۲۰۰۷ میلادی دفاع ثابت تیم ملی فوتبال امید ایران در مقدماتی المپیک پکن بود. او با وجود مدافع بودن گل‌های زیادی را به ثمر رساند. یکی از بهترین گلهایش را روی سانتر مهدی مهدوی کیا و با ضربه سر به فجر سپاسی زد . در برد خیره کننده پنج بر یک داماش مقابل ذوب آهن که سنگین ترین شکست ذوب آهن در تاریخ لیگ برتر محسوب می شود نظیف کار زننده یکی از گلها بود. او در مس کرمان زیباترین گل فصل را به ثمر رساند.

## افتخارات
- جام حذفی
- نایب قهرمانی در جام حذفی ۸۷-۸۶ به همراه تیم پگاه گیلان

## نگارخانه

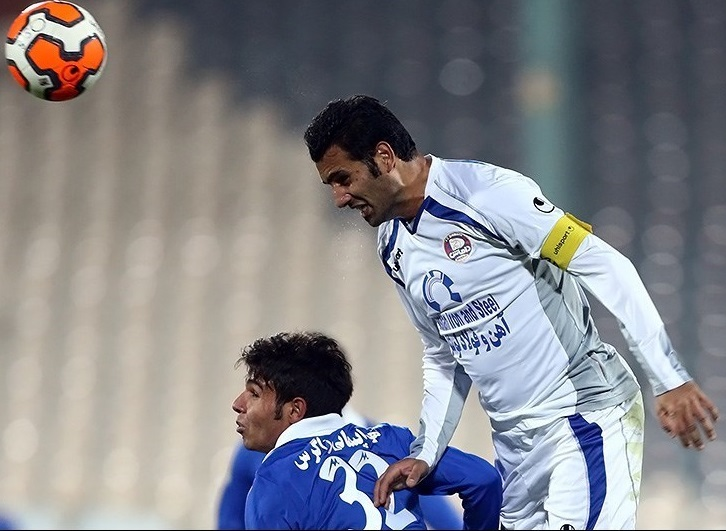
علی رضا نظیفکار تیمهای فوتبال استقلال و داماش گیلان
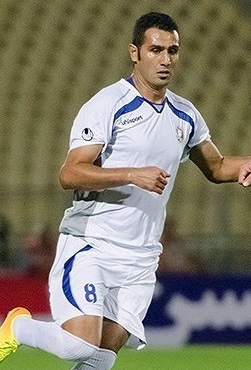
محمد مختاری و علیرضا نظیف کار
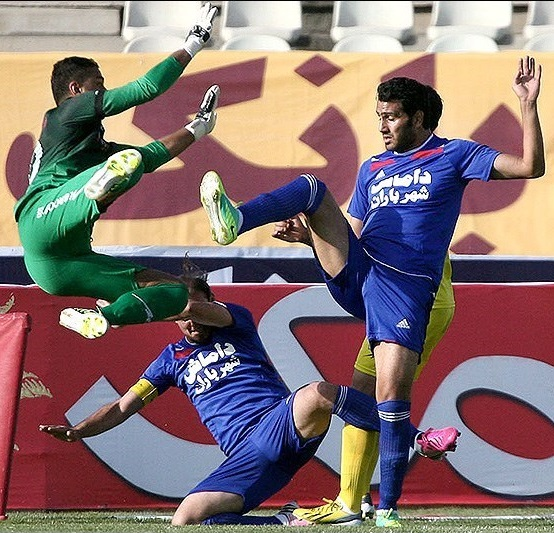
علیرضا نظیف کار در بازی با نفت تهران در لیگ برتر (۱۳۹۲)